# Pete Tong
Pete Tong  (Dartford, 30 juli 1960) is een Britse dj die zowel actief is op de radio als op houseparties. In de jaren tachtig was hij een van de vroege promotors van dancemuziek in het Verenigd Koninkrijk, mede door zijn rol in de totstandkoming van de eerste dance-compilatie van Britse makelij. Hij wordt gezien als een van de invloedrijkste personen in de internationale dancescene. Dit is vooral te danken aan Essential Selection, een wekelijks programma voor de BBC, dat hij sinds 1991 presenteert op de vrijdagavond. Een van de langst bestaande programma's uit de geschiedenis van de dancemuziek. Sinds 1993 bestaat ook de Essential Mix, waarbij een dj op uitnodiging een mix mag laten horen. Tong is ook eigenaar van het platenlabel FFRR. Eigen producties of remixes maakt hij echter maar sporadisch. Wel is hij sinds 2015 erg actief in het maken van symfonische versies van bekende danceplaten.

## Vroege carrière
Tong wordt geboren in de streek Kent als zoon van een bookmaker. Hij wordt muzikaal actief in zijn tienerjaren. Aanvankelijk is hij actief als drummer. Hij krijgt van zijn ouders een drumstel wanneer hij twaalf is. Maar op zijn vijftiende is hij voor het eerst actief als dj tijdens een bruiloft. Hij is in die jaren een liefhebber van soul. In de jaren daarna bouwt hij een naam op als dj in het lokale uitgaansleven rondom zijn geboorteplaats. Na zijn middelbare school richt Tong zich op een carrière in de muziekindustrie. Dit begint in 1979 voor het tijdschrift Blues & Soul. Hier werkt hij tot hij in 1983 A&R-manager wordt van London Records, waar hij onder andere verantwoordelijk is voor de girlband Bananarama. Dit combineert bij met activiteiten als dj voor lokale radiostations. Hij begint ook zijn eigen drive-in dj-show vanuit een oud busje. Later is hij ook actief voor de club Family Function in Londen. Hier is hij niet alleen actief als dj, maar boekt hij ook bands. Zijn eerste boeking is de dan nog onbekende band Culture Club. Tussen 1984 en 1987 doet hij dit in zijn eigen regio voor het station Invicta. Vanaf 1987 werkt hij in Londen voor Capital radio. Haverwege de jaren tachtig ontdekt hij ook de populaire housemuziek uit Chicago, die in de clubs een terrein wint. Namens London Records onderhandelt hij met de labels DJ International Records en Trax Records en maakt hij een selectie van populaire houseplaten. Deze verschijnt op The House Sound of Chicago (1986). Dit is de eerste Britse compilatie met housemuziek en bevat klassiekers als Love Can't Turn Around van Farley Jackmaster Funk en Jack Your Body van Steve Hurley.

## Platenlabel
Onder de hoede van zijn werkgever London Records begint Tong in 1986 het sublabel FFRR (Full Frequency Range Recordings). Hij start dit samen met zijn assistent Phil Howells. Op het label verschijnt house en hiphop. Het eerste grote succes van FFRR is de vrouwelijke hiphopact Salt-n-Pepa dat in 1988 een nummer 1-hit heeft met Push It. Ook We Call It Acieeed van D Mob is een grote hit in de housescene. Vanaf 1990 is het label zelfstandig actief. In 1991 krijgt ook de groep Orbital een vaste plek bij het label. Ook veel van zijn verzamelalbums verschijnen op FFRR. In de jaren negentig brengt FFRR ook werk uit van acts als The Brand New Heavies, Alex Party, Goldie en Asian Dub Foundation uit. Ook verschijnt er een grote hoeveelheid dancetracks. Het label raakt in 2002 inactief. In 2011 wordt er nieuw leven in geblazen door een overname door de Warner Music Group. In 2019 wordt Tong benoemd tot directeur van het Amerikaanse label Three Six Zero.

## Radioshows
Pete wordt bekend onder het grote publiek wanneer hij in januari van 1991 een eigen programma krijgt op BBC Radio 1. Hij wordt hiervoor gevraagd door initiatiefnemer Eddie Gordon, die tot 2003 de producer van het programma is.  Op de vrijdagavond mag Tong Essential Selection presenteren. Hier laat hij wekelijks nieuwe en populaire danceplaten horen. Voor veel clubhits wordt Essential Selection de weg naar de mainstream-radio en de hitparades. Die positie maakt Tong al snel de invloedrijkste dj van het Verenigd Koninkrijk. In 1993 starten Gordon en Tong ook het programma Essential Mix, in de zaterdagnacht. In dit programma krijgt iedere week een bekende dj het podium om een twee uur durende mix ten gehore te brengen. Tong treedt hierbij op als host. Vaak zijn artiesten te horen die op dat moment in de aandacht staan of net zijn doorgebroken. De eerste Essential Mix, van 30 oktober 1993, wordt door Tong zelf gemixt. Soms worden er meerdere korte mixen van verschillende dj's uitgezonden of worden deze afgewisseld met live-opnamen van danceacts die enkel live optreden en geen dj-sets uitvoeren. Jaarlijks wordt de beste mix uitgeroepen tot Essential Mix of the Year. In 2001 wordt deze gewonnen door de Nederlandse dj Sander Kleinenberg.
De invloed van Tong op de BBC breidt zich uit als halverwege de jaren negentig Matthew Bannister wordt aangesteld als zendercoördinator. BBC Radio 1 heeft te maken met dalende luisteraars en er moet gereorganiseerd worden. Daarbij verliezen een groot aantal vaste dj's hun baan. Omdat de programma's van Tong een uitzondering vormen, stelt Bannister hem aan als een van zijn adviseurs. Hierdoor wordt het aandeel van dancemuziek op het kanaal groter. Mede hierdoor worden ook Judge Jules en Danny Rampling binnengehaald. Vanaf 1995 zendt Tong zijn programma in de zomer vanaf Ibiza.
Vanaf 2012 is Tong ook actief voor het Amerikaanse radiostation iHeartRadio. Hij presenteert daar het programma It's All Gone Pete Tong, dat dezelfde opzet heeft als Essential Selection.

## Dj

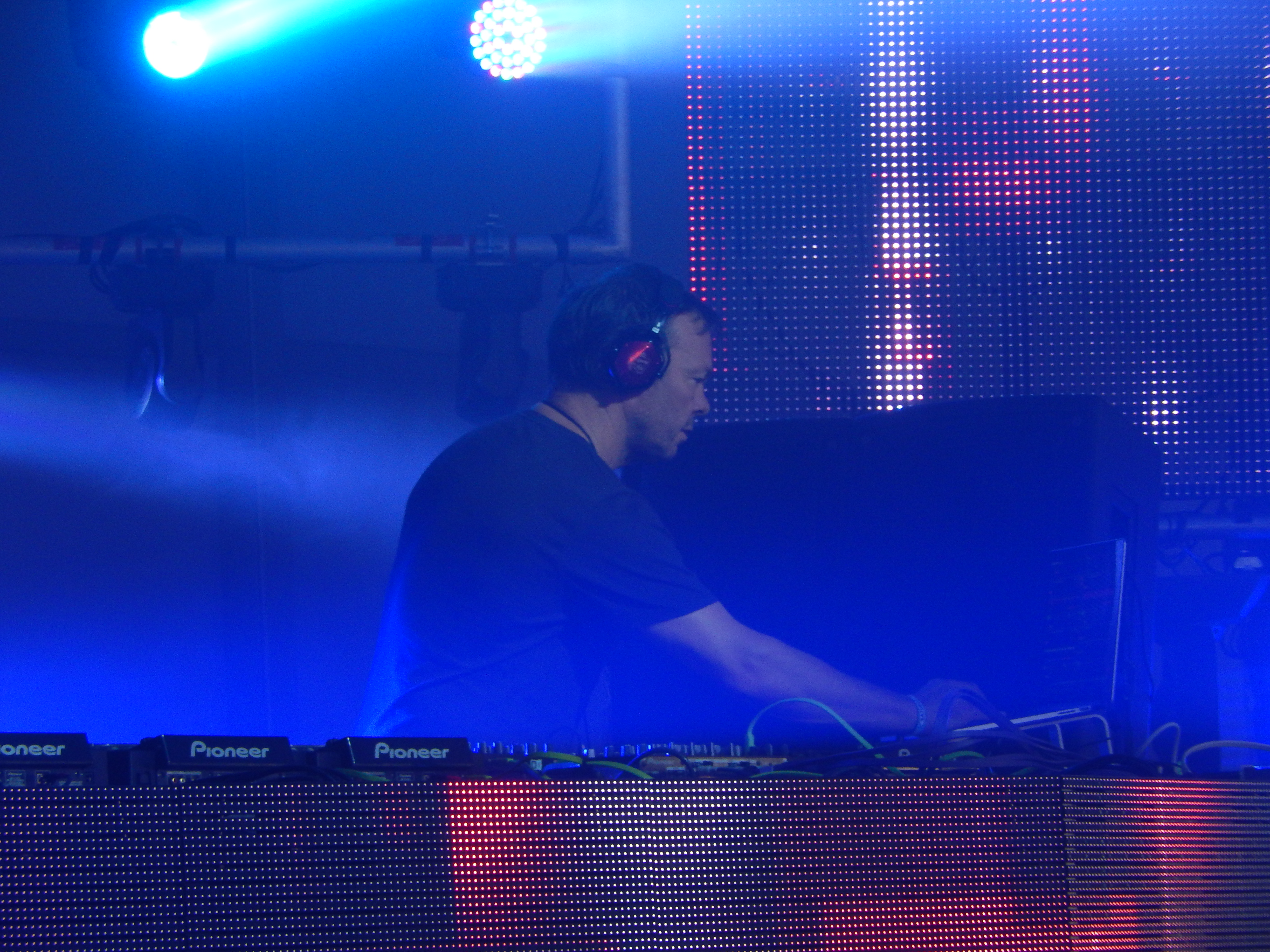
Pete Tong in actie in 2014

Naast zijn bestaan als radio-dj is Tong draait hij ook platen op houseparties en in clubs. Vanaf 1991 wordt hij ook erg actief in de clubscene van Ibiza. Van 2003 tot 2007 heeft hij ook een residentie in club Pacha. In Nederland treedt hij aanvankelijk niet bijzonder vaak op. Hij is te zijn tijdens Dance Valley in 2001 en tijdens Extrema Outdoor van 2007. Ook assisteert hij Groove Armada, wanneer deze in 2009 in de Heineken Music Hall optreden. Van 2012 tot 2016 staat hij echter ieder jaar op het Amsterdam Dance Event met zijn eigen party die de naam All Gone Pete Tong draagt.
Als dj brengt hij vanaf het midden van de jaren negentig met regelmaat mixcompilaties uit. In sommige gevallen werkt hij samen met anderen. Zo mixt hij samen met Paul Oakenfold, Norman Cook, Boy George, Sarah Main en Judge Jules. Hij is zo nu en dan ook betrokken bij het maken van filmmuziek. Zo werkt hij mee aan de samenstelling van de films The Beach, Human Traffic en 24 Hour Party People.

## Eigen producties
Tong maakt slecht sporadisch eigen muziek. Zo nu en dan verschijnt er een eigen productie en meestal is dat in samenwerking met anderen. Zo maakt hij platen met Samy Chelly, Chris Cox en Stephen McGuinness. Grote hits maakt hij er niet mee. Zo nu en dan verschijnt er ook een remix. In 2003 maakt hij een nieuwe versie van I Called U van Lil Louis. Ook remixt hij voor Madonna, Underworld en U2.
In 2015 begint Tong een opvallende samenwerking met The Heritage Orchestra van dirigent Jules Buckley. Die samenwerking komt tot stand nadat Tong door de BBC wordt gevraagd om een concert te organiseren rondom de Proms. Dit om een jonger publiek aan te kunnen spreken. Hij gaat erop in en volgt daarbij het voorbeeld van Jeff Mills en Derrick May, die eerder hun danceproducties door een orkest lieten uitvoeren. Aangezien Pete Tong geen bekende eigen hits heeft, kiest hij ervoor om bekende danceklassiekers te laten uitvoeren door het orkest. Op Classic House (2016) worden platen als Your Love (Frankie Knuckles), Good Life (Inner City), Insomnia (Faithless), Lola's Theme (The Shapeshifters) en Pjanoo (Eric Prydz) bewerkt. Het project is een groot succes, en Tong staat voor meerdere uitverkochte zalen. Ook gaat hij met de show in andere landen op tournee. Hij zet het project na dit album voort met Ibiza Classics en het rustigere Chilled Classics. In november van 2018 zou Tong deze show komen opvoeren in Paleis 12 en in de Ziggo Dome. Deze shows worden echter enkele weken van tevoren afgezegd.

## It's All Gone Pete Tong

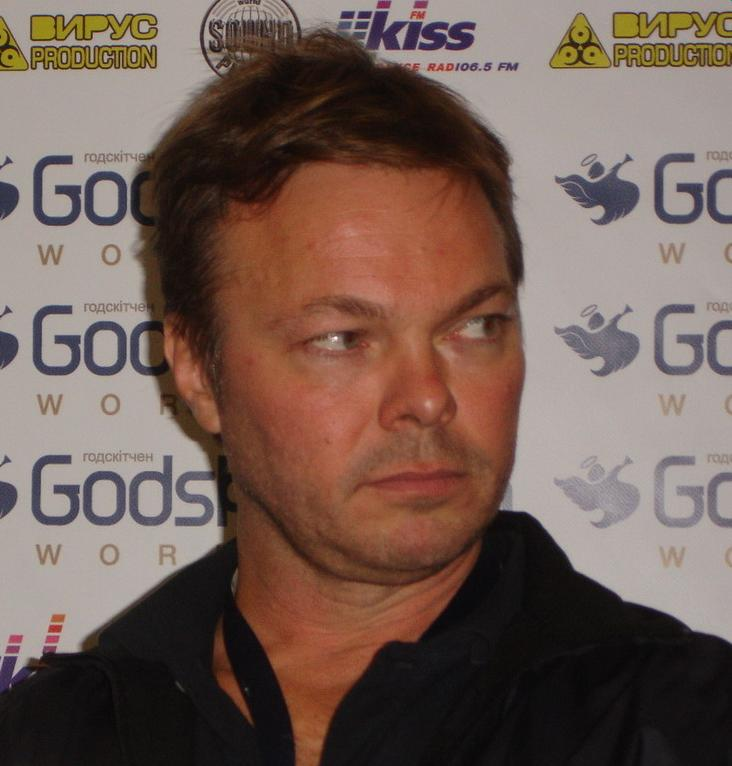
Pete Tong in 1998

Rondom Pete Tong is de gevleugelde uitspraak It's All Gone Pete Tong ontstaan. Het is een verbastering van It's All Gone a bit wrong, die in 1987 werd gedaan door Paul Oakenfold in het clubmagazine Boy's Own. Pete gebruikt de uitspraak als titels voor radioshows en clubavonden. In 2004 wordt de uitspraak ook de titel van de Canadese dancefilm It's All Gone Pete Tong. Deze film gaat over een fictieve dj, en Tong heeft een cameo in de film.

## Privéleven
Pete Tong trouwde in 1990 met Deborah, die een schoonheidssalon bezat. Met haar kreeg hij de zoons Nat en Joe en dochter Rebecca. In 2003 ging het stel scheiden. In 2006 trouwt hij met de Colombiaanse muzikante Carolina Acosta en met haar gaat hij in Los Angeles wonen. Met haar kreeg hij een dochter. Ook heeft hij van haar twee stiefkinderen. Rebecca, dochter uit zijn eerste huwelijk, is ook actief als dj.

## Discografie

### Singles
- Lingua Franca - The Calling (2004)
- Pete Tong & Chris Cox - More Intensity (2005)
- Pete Tong & Chris Cox - Deep End (2005)
- Pete Tong & Superbass - Wonderland (2007)
- Tong & Spoon - Gas Face (2008)
- Pete Tong & Samy Chelly - January 1EP (2009)
- Tong & Rogers - What? EP (2010)
- Pete Tong & John Monkman - The Bumps (2014)
- Tong / Flynn / Rogers – Hear Me Now (2014)
- Pete Tong & The Heritage Orchestra conducted by Jules Buckley ft. Jamie Principle - Your Love (2016)
- Pete Tong Feat. Cookie - Lola’s Theme (2017)
- Pete Tong & The Heritage Orchestra conducted by Jules Buckley ft. Becky Hill - Sing It Back (2017)
- Pete Tong & The Heritage Orchestra conducted by Jules Buckley ft. Seal - Killer (2018)

### Mixalbums
- Cream Live (1995) (met Paul Oakenfold)
- The Annual (1995) (cd 1)
- The Annual II (1996) (cd 1)
- Dance Nation 3 (1997) (met Judge Jules)
- Essential Selection Summer 1997 (1997)
- The Annual III (1997) (cd 1)
- Essential Selection Winter 1997 (1997)
- Dance Nation 5 (met Boy George)
- Essential Selection Spring 1998
- Essential Selection Summer 1998 (1998)
- Essential Selection Summer 1998 (1998) (Limited Edition) (cd 1 en cd 2)
- Essential Selection '98 Tong/Oakenfold (1998)
- Essential Selection '98 Tong/Oakenfold (1998) (Limited Edition) (cd 1 en cd 2)
- Essential Selection Spring 1999 (1999)
- Essential Selection Spring 1999 (1999) (Limited Edition) (cd1 en cd2)
- Essential Selection Ibiza 1999 (1999)
- Essential Selection Ibiza 1999 (1999) (cd 1 en cd 2)
- Essential Selection Presents Music From The Motion Picture Human Traffic (1999)
- Essential Millennium (1999) (met Paul Oakenfold en Norman Cook)
- Essential Selection Spring 2000 (2000)
- Essential Selection Ibiza 2000 (2000)
- Essential Mix 2000 (2000)
- Essential Mix Mixed By Pete Tong (2001)
- Twisted Beats (2001)
- Essential Selection Presents The Clubber's Bible Winter 2002 (2001)
- Fashion TV Presents Pete Tong (2003)
- Essential Selection Pete Tong (2003)
- Pure Pacha Ibiza: Mixed by Pete Tong and Andy B (2004)
- It's Showtime! (Pete Tong Presents Pure Pacha Vol.II Summer Season 2005 (2005)
- Essential Classics (2005)
- Pure Pacha Vol.1 (2006)
- Essential Dance Mix (2006)
- Pure Pacha 3 (met Sarah Main)
- Wonderland (2008)
- Pete Tong Presents Wonderland 2009 (2009)
- Pete Tong Presents Wonderland 2010 (2010)
- Pete Tong and Riva Starr: Future Underground (2011)
- All Gone Pete Tong & Felix da House Cat Ibiza '11 (2011)
- All Gone Pete Tong & Groove Armada Miami '12 (2012)
- All Gone Pete Tong & Skream Miami '13 (2013)
- The Pete Tong Collection (2013)
- Classic House (2016)
- Ibiza Classics (2017)
- Chilled Classics (2019)

- Biblioteca Nacional de España: XX4616772
- Bibliothèque nationale de France: cb14233629s (data)
- International Standard Name Identifier: 0000 0001 1680 9654
- Library of Congress Control Number: n2019014065
- MusicBrainz: b9585df2-bb26-4523-83fa-53d18b754d5b
- Nationale Bibliotheek van Tsjechië: pna2007370900
- Système universitaire de documentation: 08793213X
- Virtual International Authority File: 85112347